# Muhammad Ali contra Sonny Liston

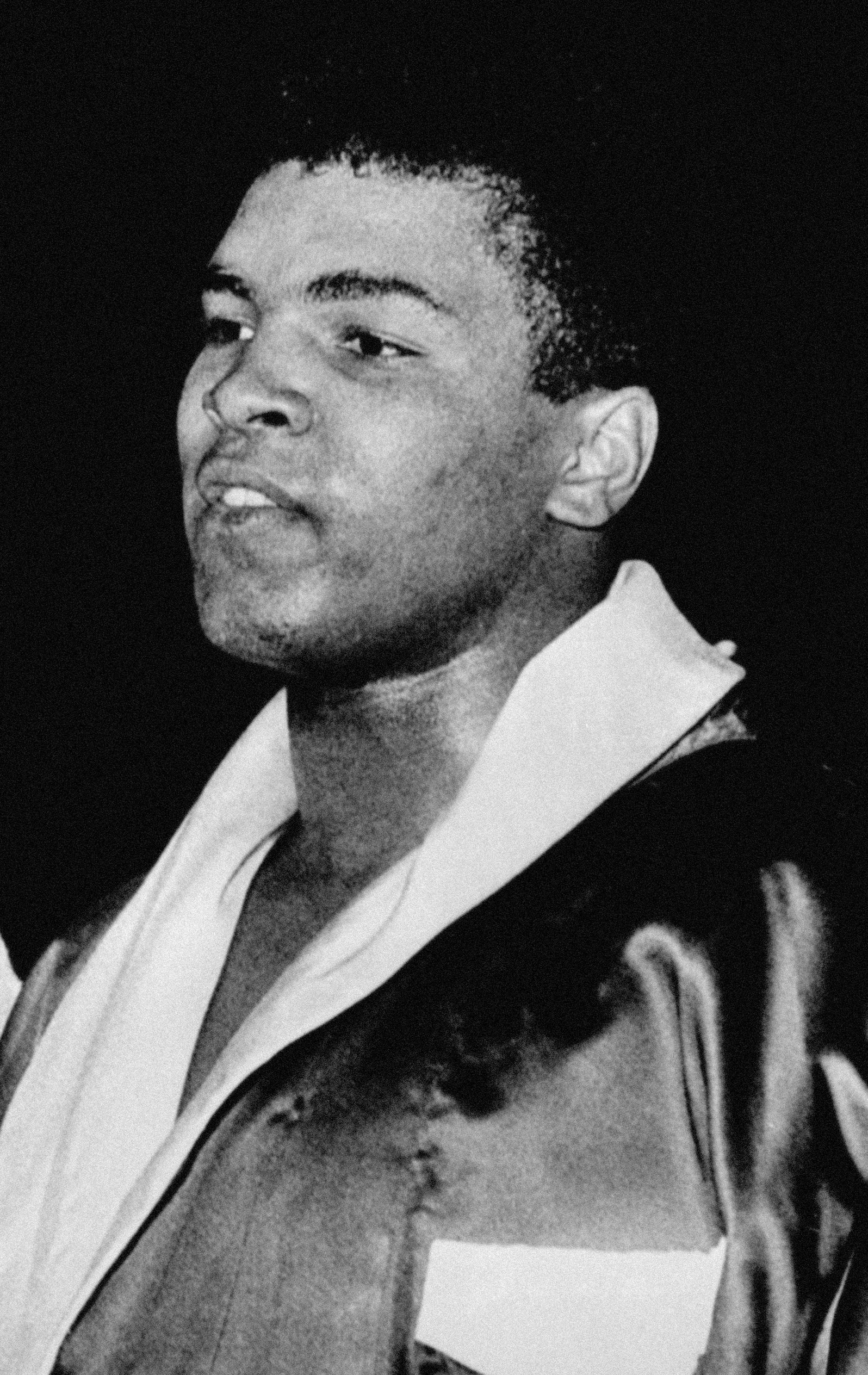
Muhammad Ali, después de su pelea contra Henry Cooper, el 18 de junio de 1963.

Entre los combates de boxeo más anticipados, vistos y controvertidos de los Campeonatos mundiales de pesos pesados están los dos disputados entre Muhammad Ali y Sonny Liston. La revista Ilustrada Sports Illustrated consideró la primera pelea 
Clay–Liston como el cuarto evento deportivo más relevante del siglo XX. 

Este primer enfrentamiento tuvo lugar en febrero de 1964 en la Playa de Miami, Florida. Ali (entonces Clay) ganó cuándo Liston se rindió al comienzo del séptimo asalto (después de ser claramente dominado en el sexto).
Su segundo combate fue  en mayo de 1965 en Lewiston, Maine.

## Clay contra Liston I

### Situación
Liston era el Campeón mundial de pesos pesados cuando fue el primer combate Liston-Clay en Playa de Miami el 25 de  febrero de 1964, habiendo vencido al campeón anterior Floyd Patterson por un k.o. en el primer asalto en septiembre de 1962. Diez meses después, Liston y Patterson pelearon otra vez con el mismo resultado—Patterson quedó fuera de combate en la primera ronda.
Liston era el luchador más intimidante del momento, y considerado por algunos, en el tiempo de la pelea con  Clay, entre los mejores pesos pesados de todos los tiempos. Muchos eran reticentes a enfrentarle en el ring. Henry Cooper, el campeón británico, dijo estar interesado en una lucha por el  título si Clay ganaba, pero no iba a pelear contra Liston. El director de Cooper, Jim Wicks, dijo "no queremos ni siquiera cruzarnos en la calle con Liston"
El promotor de boxeo Harold Conrad dijo, "la gente  habló sobre [Mike] Tyson antes de que fuera vencido, pero Liston era más feroz, más invencible....Cuándo Sonny te miraba  mal— independientemente de quien fueras- te encogías por lo menos medio metro."  Tex Maule Escribió enSports Illustrated: "Los brazos de Liston son masivamente musculosos, su gancho de izquierda es mucho más que un gancho. Pega con poder de shock seguro. A Liston no se le pasa por la cabeza que pueda perder una pelea."  Johnny Tocco, un entrenador que trabajó con George Foreman y Mike Tyson así como con Liston, dijo que Liston era el que más duro pegaba de los tres. Muchos reporteros de boxeo de hecho pensaron que Liston podría ser dañino para el deporte porque no podía ser vencido. El perfil de Liston, cuya agresividad estaba tan unida a su imagen, era tal que la revista Esquire provocó una controversia por presentarle en su portada con un sombrero de Papá Noel en diciembre de 1963.
Liston aprendió a boxear en la Cárcel Estatal de Missouri mientras cumplía condena por atraco a mano armada. Más tarde,  sería reencarcelado por asaltar a un policía. 